# Кузичев, Андрей Владимирович
Андре́й Влади́мирович Ку́зичев (род. 22 сентября 1970, Москва) — российский актёр театра и кино, педагог, театральный режиссёр.

## Биография

### Ранние годы
Родился в семье физиков.
Учился в Московском архитектурном институте и подрабатывал преподавателем рисования и истории искусств. Увлёкся студенческим театром. Поступил на актёрское отделение ГИТИСа (мастерская Л. Е. Хейфеца).

### Карьера
Известная театральная работа — главная роль Максима в нашумевшем спектакле К. Серебренникова «Пластилин» в театре «Центр драматургии и режиссуры» под руководством А. Казанцева и М. Рощина. В этом спектакле была явно затронута революционная для того времени тема мужской гомосексуальности в спорте.
Исполнил роль Виолы в спектакле «Двенадцатая ночь» режиссёра Деклана Доннеллана.
Лауреат театральной премии «Чайка» за 2001 год в номинации «Прорыв» за роль Максима в «Пластилине».
Режиссёр спектакля «Калека с острова Инишмаан» по пьесе М. Макдонаха в «Центре драматургии и режиссуры».
С 2013 года работает с актёрским курсом Евгения Писарева в Школе-студии МХАТ.

### Личная жизнь
Был женат на актрисе Виктории Толстогановой (род. 1972). 9 апреля 2011 года, после 15-ти лет проживания в браке (1996—2011), подал на развод. 12 мая 2011 года супругов официально развели.

Дети от этого брака:
- Дочь — Варвара Кузичева (род. 2005);
- Сын — Фёдор Кузичев (род. 2008)[5][6].

## Работы

### Театр
Театр наций
- «Иранская конференция» (2019)

Театр.doc
- «Штирлиц идёт по коридору — по какому коридору? — По нашему коридору», Алла Соколова (2016, реж. Елена Шевченко);

МХТ имени Чехова
- «Cloture de l’amour (Предел любви)», П. Рамбер (2012, реж. Паскаль Рамбер);
- «Мальва», М.Горький (2017, реж. Данил Чащин)

Проект «Другой театр» (Москва)
- «Про баб»
- «Утиная охота», пьеса Александра Вампилова

### Фильмография
- 1996 — Улица Сезам — Кубик
- 2001 — Семейные тайны — Андрей
- 2002 — Дневник убийцы — Никита Близнюк
- 2002 — Лунные поляны — Андрей
- 2002 — Следствие ведут ЗнаТоКи. Десять лет спустя. Третейский судья — Мишенька
- 2003 — Линии судьбы — Егор
- 2004 — Ночь светла — Алексей
- 2004 — Папа — Славка Лебедев
- 2004 — Дети Арбата — Вадим Марасевич
- 2005 — Адъютанты любви — Алексей Охотников
- 2005 — Доктор Живаго — комиссар Гинце
- 2005—2006 — Не родись красивой — Михаил Борщов
- 2006 — Кружовник — Очкарик
- 2007 — Май — Печалин
- 2007 — Молчун — Филипп Махов
- 2008 — Калейдоскоп — Режиссёр Коля
- 2008 — Клинч
- 2008 — Райские птицы — Сергей
- 2008 — Служанка трёх господ — Евгений Утяшев
- 2009 — Первая попытка — Саша Бондаренко
- 2009 — Чужие души
- 2010 — Гидравлика — Костя Чистов (Чистик)
- 2010 — Про любоff — Дима
- 2011 — Чёрная метка — Константин, жених Жанны
- 2011 — Ключи от счастья. Продолжение — Кирилл Сергеевич, хирург
- 2012 — Любопытная Варвара (фильм
- 2012 — Миллионер — Кирилл Макаров
- 2013 — Виолетта из Атамановки — Алексей
- 2014 — Всё вернётся — Александр Мальцев
- 2015 — Людмила Гурченко — Виктор Трегубович
- 2015 — А у нас во дворе... — Кораблёв, адвокат
- 2017 — Мешок без дна — царевич
- 2018 — Доктор Рихтер-2 — отец Мити
- 2018 — Жертва любви — Слава, заместитель Игоря
- 2018 — Развода не будет — Паша
- 2019 — Детки — Игорь, врач
- 2019 — Последствия — Семён Викторович, куратор выставки
- 2021 — По ту сторону смерти-2 — Николай Нефёдов
- 2023 — Вызов — Валера

## Награды
- 2001 — Премия «Чайка» в категории «Прорыв»[9]
- 2004 — Премия кинофестиваля «Амурская осень» в категории «Лучшая мужская роль»